# Henri Milloux
Pour les articles homonymes, voir Milloux.
Paul Henri Milloux (13 avril 1898, Crépy - 28 juin 1980, Bordeaux) est un mathématicien français, spécialisé dans les fonctions holomorphes et les fonctions méromorphes en analyse complexe,.

## Formation et carrière
Milloux fait ses études secondaires et de premier cycle à l'université de Lille de 1916 à 1921, bien que ses études soient sérieusement perturbées par la Première Guerre mondiale. En 1921, il passe l'agrégation. Il a obtenu son doctorat de l'Université de Paris en 1924 avec pour thèse Le théorème de M. Picard. Suites de fonctions holomorphes. Fonctions méromorphes et fonctions entières. Après plusieurs postes d'enseignant, notamment en remplaçant Jacques Chapelon à Lille , il est nommé en 1926 chargé de cours à la Faculté des Sciences de l'université de Strasbourg. À Strasbourg, il travaille en étroite collaboration avec Georges Valiron, qui quitte Strasbourg en 1931 pour un poste à la Sorbonne. En 1933, Milloux est nommé à la chaire de calcul infinitésimal et d'analyse mathématique supérieure à l'université de Bordeaux, où il reste jusqu'à sa retraite en 1965 en tant que professeur émérite.

## Prix et distinctions
Milloux a été conférencier invité au Congrès international des mathématiciens à Zurich en 1932 et à nouveau à Oslo en 1936. Il a établi des estimations précises qui ont affiné les résultats qualitatifs du théorème de Montel. Il est élu en 1956 membre correspondant et en 1959 membre titulaire de l'Académie des sciences. Il est également membre de l'Académie nationale des sciences, belles-lettres et arts de Bordeaux (1947). En 1925-1926 il est titulaire du Cours Peccot (Sur le théorème d'Émile Picard)
En 1932 il reçoit le prix Francœur.